# 弗朗索瓦·密特朗圖書館站
弗朗索瓦·密特朗图书馆站，是法国首都巴黎的一个RER車站，位于巴黎十三區，靠近法国国家图书馆。

## 位置
弗朗索瓦·密特朗图书馆站位于巴黎市区的东南部，巴黎十三区境内，仅供RER C停靠。车站大致呈西北-东南走向，是一个下沉式的车站，车站上方为建筑物，下方为巴黎地铁14号线的站台。

## 历史
弗朗索瓦·密特朗站建于2000年，为方便RER C线上的乘客转乘巴黎地铁14号线而建。其前身是位于该站南侧大约300米的马塞纳大道站，后者于弗朗索瓦·密特朗站建成的同一天关闭。

## 停靠线路
以下列车线路在弗朗索瓦·密特朗图书馆站停靠：
| 弗朗索瓦·密特朗图书馆站列车线路表 |            |           |                     |                               |
| 起点                              | 上一站     | 线路      | 下一站              | 终点                          |
| 蓬图瓦兹/蒙蒂尼-博尚              | 奥斯特里茨 | [T] · (C) | 塞纳河畔伊夫里      | 兰日斯桥-奥利机场/马西-帕莱索 |
| 凡尔赛城堡                        | 奥斯特里茨 | [T] · (C) | 舒瓦西勒鲁瓦        | 瑞维西/凡尔赛尚铁             |
| 蒙蒂尼-博尚/荣军院                | 奥斯特里茨 | [T] · (C) | 舒瓦西勒鲁瓦/瑞维西 | 布雷蒂尼/杜尔当/杜尔当森林    |
| 圣康坦昂伊夫林                    | 奥斯特里茨 | [T] · (C) | 瑞维西              | 杜尔当森林/埃唐普圣马丁       |

## 配套交通

### 长途客车
弗朗索瓦·密特朗图书馆站附近没有图定的长途客运车辆停靠。

### 市内交通

#### 公交线路
| 弗朗索瓦·密特朗图书馆站附近的市内公共交通线路          |                                     | |
| 公交车站名称                                           | 位置                                | 停靠线路 |
| Bibliothèque François-Mitterrand 弗朗索瓦·密特朗图书馆 | 车站上方的街道 （有多个不同的站台） | - 巴黎城市公共交通 - 62路：13区-法兰西门 ↔ 16区-圣克卢门 - 64路：20区-甘必大 ↔ 13区-意大利广场 - 89路：13区-法兰西门 ↔ 旺夫-旺沃-马拉科夫站 - 132路：13区-弗朗索瓦·密特朗图书馆 ↔ 塞纳河畔维特里-绿风车 - 325路：13区-弗朗索瓦·密特朗图书馆 ↔ 文森-文森城堡 - - N131路：12区-里昂车站 ↔ 奥尔日河畔布雷蒂尼-RER - N133路：12区-里昂车站 ↔ 奥尔日河畔瑞维西-RER |
| 1.                                                     |                                     | |

### 社会车辆
弗朗索瓦·密特朗站上方的街道附近设有社会车辆停车场。

## 临近车站
| 弗朗索瓦·密特朗图书馆站（Gare de la Bibliothèque François-Mitterrand） |                  |                  |
| 上行车站                                                               | 线路             | 下行车站         |
| 巴黎奥斯特里茨站                                                       | 巴黎－波尔多铁路 | 塞纳河畔伊夫里站 |
| - 本表仅显示运营中的线路及车站                                         |                  |                  |